# 臨床修練指定病院
臨床修練指定病院（りんしょうしゅうれんしていびょういん）は、臨床修練制度による臨床修練を行う厚生労働省が指定する病院である。

## 臨床修練制度
- 日本の医師免許を持たない外国人医師や外国人歯科医師が、国内で診療することを可能にするのが臨床修練制度である。「外国医師等が行う臨床修練に係る医師法第十七条等の特例等に関する法律」に基づいており、外国人医師らに日本の医療技術を学んでもらうことが目的。厚生労働大臣が指定した臨床修練指定病院において、指導医の下、最長2年間、処方箋の交付以外の診療ができる[1]。また、この制度は日本における医師免許を与えるものではない。臨床修練外国医師・外国歯科医師の許可は、特定の専門的な知識及び技能の修得（例：消化管ファイバースコープを用いた診断と治療の知識と技術の修得など）を目的とし、適正な手段で日本において研究、研修を行うことが保障されている者に対してのみ与えられるものである。臨床修練における診療の対価として収入を得ることは禁じられている。臨床修練によって十分な研修成果を挙げた者は、厚生労働大臣及び臨床修練指定病院長から、臨床修練証明書の発行を受けることができる[2]。

## 臨床修練指定病院の指定基準
次の1から5のいずれかに該当すること。
1. 大学附属病院
2. 臨床研修指定病院（医師法第16条の2第1項の規定による）
3. 国立高度専門医療研究センター（高度専門医療に関する研究等を行う独立行政法人に関する法律第4条第1項の規定による）※2及び3の病院については、「①外国医師等に対し研修実績がある」、「②具体的な受入計画がある」又は「③受入体制が確立している」のいずれかに該当すること。
4. その他の病院　受入専門分野を特定し、当該分野が次の条件のすべてを満たす病院（1）１～３の病院と同等の機能を有する病院又は臨床修練病院等の指定を受けている1～3の病院と外国医師等の指導監督及び臨床修練の場面において、緊密な連携をすることについて、当該病院の同意を得ている病院であること。（2）受入体制が確立していること。（3）外国医師等の研修や医療に関する国際交流などの実績、又は具体的な計画があること。
5. 診療所　受入専門分野を特定し、当該分野が次の条件のすべてを満たす診療所（１）臨床修練病院等の指定を受けている1～3の病院と外国医師等の指導監督及び臨床修練の場面において、緊密な連携をすることについて、当該病院の同意を得ている診療所であること。（2）受入体制が確立していること。（3）外国医師等の研修や医療に関する国際交流などの実績、又は具体的な計画があること。